# Witold Zapała
Witold Idzi Zapała (ur. 5 czerwca 1935 w Dziurowie, zm. 9 września 2020 w Pruszkowie) – polski tancerz i choreograf, w latach 1957–2011 związany z Państwowym Zespołem Ludowym Pieśni i Tańca „Mazowsze”.

## Życiorys
Naukę tańca rozpoczął w Centralnym Ośrodku Szkolenia Instruktorów Artystycznych w Skolimowie pod kierunkiem Leona Wójcikowskiego, następnie kontynuował w Państwowej Szkole Baletowej w Warszawie. Po ukończeniu nauki w 1957 roku związał życie zawodowe z Państwowym Zespołem Ludowym Pieśni i Tańca „Mazowsze”. Witold Zapała był wybitnym tancerzem nagradzanym za występy solowe, stworzył układy choreograficzne i interpretacje tańców. Był kierownikiem baletu w PZLiT Mazowsze. Stworzył dla „Mazowsza” ponad trzydzieści choreografii, współpracował również z Teatrem Wielkim – Operą Narodową i Teatrem Polskim w Warszawie. Witold Zapała był pomysłodawcą, reżyserem i choreografem dziecięcego zespołu tanecznego Varsovia, tworzył choreografie filmów, oper i sztuk teatralnych w tym m.in. choreografię do filmu Żona dla Australijczyka. Jego choreografie zostały pokazane również w filmie Zimna Wojna w reżyserii Pawła Pawlikowskiego.
Jedną z pierwszych choreografii była wystawiona 6 czerwca 1958 w Brukseli Tańce góralskie oraz Tańce rzeszowskie. W 1960 roku powstały choreografie Tańców Kaszubskich, Tańców dzierżackich, Polonez Żywiecki. W następnym roku dla zespołu „Mazowsze” Figle i tańce z Podegrodzia, Tańce lubelskie i krakowiaczek. Powstała również ostateczna wersja finału koncertu „Mazowsza”. W tym roku Witold Zapała zrobił również choreografię Mazura z opery Straszny dwór Stanisława Moniuszki. W 1963 roku powstał Karnawał w Wilamowicach, Tańce kurpiowskie, Polonez. Rok 1968 to choreografia pieśni, tańce i zabawy pasterskie z Jurgowa. W 1972 roku powstała choreografia Mazura ze Strasznego dworu Stanisława Moniuszki dla Teatru Wielkiego w Warszawie. W tym samym roku dla zespołu „Mazowsze” powstały choreografie Tańców szamoszulskich, Tańców szczawnickich i Kusoki świętokrzyskie. W 1976 roku Witold Zapała stworzył choreografię pod tytułem Lubuskie winobranie. Rok 1978 to choreografia dla Polish American Folk Company Krakowiaka i Tańców góralskich. W 1980 roku dla Mazowsza powstała choreografia Pszczyna. W tym samym roku powstały choreografie dla dziecięcego zespołu Varsovia: Krakowiak popularny, Polka Mazurka, Herbarz polski, A jak będzie słońce i pogoda, Krakowiaczek z przyśpiewkami, Krakowiak, Poleczki – pieśni, Tańce włościańskie, Korowód, Sztajerek chustkowy, Pieśni wieśniaków, Dumka flisaka, Drabant podmiejski, Mazurek, Obertas, Sztajerek Polski, Walczyk i Karuzela. W 1990 roku dla tego samego zespołu została zrealizowana choreografia Mazura ze Strasznego dworu. Rok 1996 to choreografia dla Teatru Polskiego w Warszawie do Kramu z piosenkami Leona Schillera. W 2001 roku dla Ogólnokształcącej Szkoły Baletowej im. Feliksa Parnella w Łodzi ułożył choreografię Mazura do Wesela w Ojcowie. 2002 rok – dla Mazowsza powstała choreografia pod tytułem Bamberki tańczą i śpiewają melodie wielkopolskie. W 2009 roku również dla Mazowsza powstała choreografia Rondo a la krakowiak do muzyki Fryderyka Chopina. 2010 rok choreografia Familijne śpiewy śląska opolskiego dla zespołu Mazowsze. W 2012 roku dla Zespołu Tańca Ludowego „Warszawa” Akademii Wychowania Fizycznego Józefa Piłsudskiego zrealizował choreografię Mazura z opery Straszny dwór. Trzy lata później dla tego samego zespołu powstała choreografia Obrazka krakowskiego do muzyki Karola Kurpińskiego.
Zmarł 9 września 2020. Został pochowany na cmentarzu w Podkowie Leśnej.

## Odznaczenia
- Złoty medal na V Światowym Festiwalu Młodzieży i Studentów w Warszawie (1955)
- Srebrny Medal na Światowym Festiwalu Młodzieży i Studentów w Wiedniu (1959)
- Krzyż Kawalerski Orderu Odrodzenia Polski (1960)
- Srebrne Oznaczenie im. Jana Krasickiego (1960)
- Złote Odznaczenie im Jana Krasickiego (1960)
- Wojewódzka Honorowa Odznaka Związku Młodzieży Socjalistycznej (1969)
- Odznaka XXV-lecia Wyzwolenia Ziemi Pruszkowskiej (1970)
- Złota Odznaka „Za zasługi dla województwa warszawskiego” (1970)
- Krzyż Oficerski Orderu Odrodzenia Polski (1975)
- Odznaka „Zasłużony Działacz Kultury” (1975)
- Krzyż Oficerski Orderu Odrodzenia Polski (1982)
- Krzyż Komandorski Orderu Odrodzenia Polski (2000)
- Laureat Nagrody Artystycznej „Prometeusz 2002” (2002)
- Statuetka Terpsychory (2005)
- Złoty Medal „Zasłużony Kulturze – Gloria Artis” (2008)
- Laureat X Edycji Nagrody Marszałka Województwa Mazowieckiego Adama Struzika (2009)
- Perły Tańca – Nagroda im. Leona Wójcikowskiego za całokształt pracy artystycznej, szczególne zasługi dla sztuki tańca w tym za wybitne kreacje sceniczne lub choreograficzne 2020
- Krzyż Komandorski z Gwiazdą Orderu Odrodzenia Polski (2020, pośmiertnie)